# Система технологічних інновацій
Технологічна система інновацій — це концепція, розроблена в рамках наукового напряму дослідження інновацій, яка пояснює природу та швидкість технологічних змін. Технологічна система інновацій може бути визначена як «динамічна мережа агентів, що взаємодіють у певній економічній/промисловій сфері в рамках певної інституційної інфраструктури та беруть участь у створенні, розповсюдженні та використанні технологій».
Цей підхід можна застосовувати на трьох рівнях аналізу: до технології як сфери знань, до продукту або артефакту, а також до набору взаємопов'язаних продуктів та артефактів, спрямованих на задоволення певної (суспільної) функції. Особливо ефективно цей підхід застосовується для пояснення того, чому та як стійкі (енергетичні) технології розвивалися та поширювалися в суспільстві або, навпаки, не отримали належного розвитку.

## Історичне підґрунтя
Концепція технологічної системи інновацій була введена в рамках ширшої теоретичної школи під назвою підхід інноваційна система. Основна ідея цього підходу полягає в тому, що детермінанти технологічних змін не обмежуються лише окремими підприємствами або дослідницькими інститутами, а також включають ширші суспільні структури, в яких ці підприємства та інститути функціонують.
Метою аналізу технологічної системи інновацій є дослідження розвитку певної технологічної галузі в термінах структур і процесів, які підтримують або перешкоджають цьому розвитку. Цей підхід має дві ключові аналітичні відмінності: він підкреслює важливість знань як джерела інновацій та акцентує увагу на системній динаміці.

## Структури
Компоненти системи технологічної інновації називаються структурами. Вони є відносно стабільними елементами системи і складаються з трьох основних категорій: Актори, інституції та технологічні фактори.